# 霍爾托倫
霍爾托倫（挪威語：Holtålen）是挪威特倫德拉格郡的一個市镇，行政中心为奧倫村。市镇面积为1,209.5平方公里，人口数量为1,981人（2020年），人口密度为每平方公里1.7人。